# NGC 3737A
NGC 3737A is een lensvormig sterrenstelsel in het sterrenbeeld Grote Beer. Het hemelobject ligt in de buurt van NGC 3737.

## Synoniemen
- PGC 94195